# CMAS
Confédération Mondiale des Activités Subaquatiques (forkortet CMAS, dansk Verdenssammenslutningen for undervandsaktiviteter) er en international organisation, der samler de enkelte nationale dykkerforbund.
CMAS blev dannet i januar 1959 og er organiseret i en bestyrelse, samt tre komiteer for henholdsvis sport, videnskab og teknik.
Den repræsenteres i Danmark af Dansk Sportsdykker Forbund.

## Kvalifikationer og certifikater
CMAS anvender et stjernesystem (*) til graduering af dykker- og instruktørcertifikater.

Her følger en oversigt over de certifikater og uddannelser, som udbydes i Danmark.

### Dykker certificater
1 stjerne – begynderniveau.
2 stjerner – selvstændig dykker.
3 stjerner – dykkerleder.
4 stjerner – dykkerprojektleder. Denne certificering kan ikke opnås gennem en egentlig uddannelse. Certificeringen tildeles af Teknisk Udvalg under Dansk Sportsdykker Forbund efter indstilling.

### Snorkeldykker-certifikater
1 stjerne – begynder.

2 stjerner – selvstændig.
3 stjerner – avanceret.

### Instruktørcertifikater
1 stjerne – svømmehal og afskærmet åbentvands-instruktør. Kan uddanne 1-, 2- og 3-stjernede dykkere i teori og 1-stjernede dykkere i praktik).
2 stjerner – åbentvands-instruktør. Kan uddanne alle grader af sportsdykkere og deltage i uddannelse af instruktører.
3 stjerner – instruktørtræner. Kan uddanne alle grader af dykkere og instruktører.

### Specialeinstruktører
Nitrox-instruktør.

Advanced Nitrox-instruktør.

Trimix-instruktør.

Foto-instruktør.

Fridykker (Apnea) instruktør.

Rebreather-instruktør.

Gasblender og service-tekniker-instruktør.

Vrag-instruktør 1

Vrag-instruktør 2